# Max Warburg
Pour les articles homonymes, voir Warburg (homonymie).
Max M. Warburg (5 juin 1867 – 26 décembre 1946) est un banquier allemand et directeur entre 1910 et 1938 de M. M. Warburg & Co. à Hambourg. Il est le frère de Paul Warburg.

## Biographie
Issu d'une famille de banquiers juifs allemands, Max Moritz Warburg est l'un des sept enfants de Moritz Warburg et de Charlotte Oppenheim, qui appartient à la famille fondatrice de la banque Sal. Oppenheim.
En 1893, il est élu à la direction de la banque M. M. Warburg & Co., fondée en 1798 à Hambourg.
En 1905, la banque, tout en restant indépendante, est intégrée dans un consortium regroupant les plus grands établissements financiers allemands. Max devient alors le conseiller personnel du kaiser Guillaume II. En 1914, il cède la direction générale de sa banque à Carl Melchior.
En 1919-1920, lors du Traité de Versailles, Carl Melchior et Max Warburg, représentants de la délégation allemande, quittent les négociations en refusant de signer l'accord financier qui fixait le montant des réparations dues à la suite des dommages de guerre.
En 1933, il est membre du conseil d'administration de la Reichsbank gouvernée par Hjalmar Schacht, le « sauveur » du reichsmark : la banque centrale allemande se met au service du nouveau régime.
Cette année-là, il s'engage auprès du Hilfsverein der deutschen Juden, le fonds d'aide aux juifs allemands, et permet, durant cinq ans, à 75 000 juifs allemands de quitter le pays qui est aux mains des nazis.
En août 1938, alors qu'il est en vacances avec sa famille aux États-Unis, il reçoit un ultimatum de Schacht : la banque M. M. Warburg & Co. doit être aryanisée, conformément aux lois de Nuremberg de 1935. 
Il choisit alors de rester aux États-Unis tout en déléguant ses avoirs et la direction à deux amis, Rudolf Brinckmann et leur chargé d'affaires, Paul Wirtz. La banque devient Brinckmann, Wirtz & Co. En 1939, tous les biens allemands des Warburg sont saisis.
Il meurt à New York, le 26 décembre 1946. 
Son fils, Eric M. Warburg, né du mariage de son père avec Alice Magnus, reprend progressivement les commandes de la banque Brinckmann, Wirtz & Co à partir de 1949.